# James Jeggo
James Alexander Jeggo (Bécs, 1992. február 12. –) osztrák születésű ausztrál válogatott labdarúgó, a Hibernian játékosa.
Bekerült a 2017-es konföderációs kupán részt vevő keretbe.

## Statisztika
| Válogatott | Szezon   | Mérkőzés | Gól |
| ---------- | -------- | -------- | --- |
| Ausztrália | 2016     | 0        | 0   |
| Ausztrália | 2017     | 0        | 0   |
| Ausztrália | 2018     | 1        | 0   |
| Ausztrália | 2019     | 4        | 0   |
| Ausztrália | 2020     | 0        | 0   |
| Ausztrália | 2021     | 6        | 0   |
| Ausztrália | 2022     | 4        | 0   |
| Ausztrália | 2023     | 0        | 0   |
| Összesen   | Összesen | 15       | 0   |

## Sikerei, díjai
- Adelaide United
  - Ausztrál kupa: 2014

- Sturm Graz
  - Osztrák kupa: 2017–18